# Potentilla diversifolia
Potentilla diversifolia es una especie de planta herbácea perteneciente a la familia de las rosáceas.

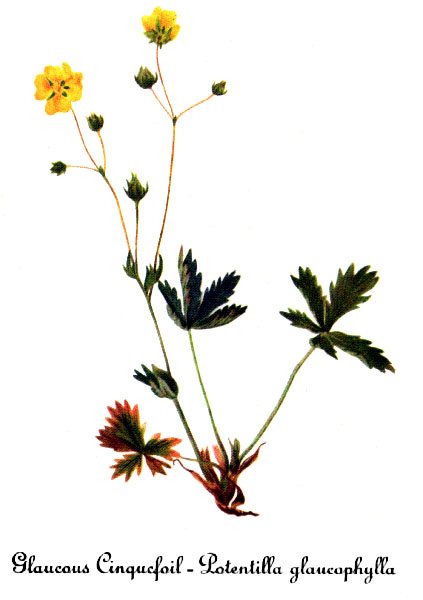
Ilustración

## Distribución
Es nativa de América del Norte, donde crece en un hábitat húmedo en muchas regiones, desde Alaska a Groenlandia, el noroeste del Pacífico y las Montañas Rocosas, y desde California a Nuevo México.

## Ecología
Potentilla diversifolia es una planta dominante en asociación con la hierba Festuca idahoensis en las laderas alpinas de montañas del oeste de Montana y el centro de Idaho.

## Descripción
Potentilla diversifolia es una planta que tiene hojas de color gris-verde divididas en cinco hojuelas, en su mayoría sin pelo y profundamente lobuladas o con dientes a lo largo de sus márgenes distales. La mayoría de las hojas son bajos en el vástago, con otras más pequeñas que aparecieron anteriormente. La inflorescencia en una cima de varias flores. Cada una tiene una pequeña corola de pétalos amarillos sobre un cáliz de cinco sépalos y cinco más estrechas bracteolas.

## Taxonomía
Potentilla diversifolia fue descrita por Johann Georg Christian Lehmann y publicado en Novarum et Minus Cognitarum Stirpium Pugillus 2: 9–10. 1830.
Variedades
- Potentilla diversifolia var. diversifolia en Norteamérica desde Alaska, a Sierra Nevada en California, y Nuevo México
- Potentilla diversifolia var. perdissecta en las Rocky Mountains de Canadá y United States
- Potentilla diversifolia var. ranunculus en Canadá y Groenlandia.